# Daniel de Alvarado
Daniel de Alvarado (Buenos Aires, Argentina, ¿? - ibídem, 14 de junio de 1974) fue un primer actor de cine, teatro y televisión argentino.

## Carrera
De Alvarado fue un prestigioso actor dramático que tuvo importantes roles, algunos de ellos protagónicos, tanto en la pantalla chica como en el cine durante la época de oro argentino. Se destacó junto a primerísimas figuras de la escena nacional como Pedrito Rico, Elcira Olivera Garcés, Roberto Airaldi, Floren Delbene, Osvaldo Miranda, Susana Campos, Carlos Estrada, Isabel Sarli, Beba Bidart, Osvaldo Terranova, Amalia Sánchez Ariño, Guillermo Battaglia, entre otras.
En teatro integró en 1935 la Cía. Florencio Parravicini, junto con la primera actriz Mecha Ortiz, Margarita Corona, Amelia Bence, Esther Bence y Pablo Cumo. En 1942 pasa a integrar la compañía de Paulina Singerman, junto con Lydia Lamaison. Cuatro años después integra la Compañía de Camila Quiroga, que administraba su marido Héctor Quiroga. En 1959 regresó a Buenos Aires luego de haberse desvinculado de la compañía de Nélida Quiroga. Formó parte entre 1948 y 1954 del elenco del Teatro Nacional Cervantes al lado de actores como Rufino Córdoba, José de Ángelis, Fanny Navarro y Blanca del Prado.
En radio fue el primer animador que transmitió por Radio Splendid de Buenos Aires, Desde bajo el Agua, en Río de La Plata.
También se dedicó un largo tiempo de su vida a la docencia teatral.

## Fallecimiento
El actor Daniel de Alvarado falleció el viernes 14 de junio de 1974 tras la una larga enfermedad. Sus restos descansan en el Panteón de la Asociación Argentina de Actores del Cementerio de la Chacarita. La noticia de su muerte en primer momento trajo muchas dudas ya que el actor había sido dado por muerto en un famoso periódico en julio de 1967.

## Filmografía
- 1948: Así te deseo
- 1958: El ángel de España
- 1961: El rufián
- 1962: Dar la cara
- 1962: Los viciosos
- 1963: Pesadilla
- 1964: Los evadidos
- 1964: Mujeres perdidas
- 1966: Dos en el mundo
- 1969: Los muchachos de antes no usaban gomina
- 1971: Aquellos años locos
- 1973: Los padrinos[6]
- 1976: Embrujada (producida en 1969)

## Televisión
- 1953: La ninfa constante de Margaret Kennedy, junto a Paula Darlán.
- 1954: Mi camarín.
- 1955: Teatro universal.
- 1955: Ciclo de Gran Teatro, con la obra "El túnel", junto a Fernando Vegal.
- 1955: Ellos lucharon así, de Eloy Rébora.
- 1956: Teatro del sábado
- 1957: Historias fantásticas de suspenso / Historias de suspenso
- 1957: Comedias breves
- 1957: La comedia con la obra El verídico proceso de barba azul, junto con Nelly Beltrán y Berta Castelar.
- 1965: Solamente la felicidad, junto a Eva Franco, Rodolfo Salerno, Susana Rinaldi y Sergio Renán.[7]
- 1966: Teatro Gran Guignol, emitido por Canal 2.
- 1967: Teleteatro de Celia Alcántara.[8]
- 1973: Y... ellos visten de negro
- 1974: El teatro de Jorge Salcedo[9]

## Teatro
- Ocho en línea (1935)
- Mercado de Argelia (1939), con la compañía de Camila Quiroga, junto a Eva Duarte, Rosa Catá, Ada Pampín y Jorge Lanza
- Una Noche en Viena (1939), de Mario Flores
- La zorrita (1942), con la compañía teatral que formó junto a Ernesto Vilches, Anita Lassalle, Pablo Acciardi y Lalo Bohuier.
- El injerto (1942), compañía teatral que formó junto a María Luisa Robledo.
- John, Jean y Juan (1944) de Roberto Tálice, con la compañía que hizo junto a la actriz española Delfina Jaufret, con Tina Helba.
- ¡Ah... si yo fuera rica! (1950), con la Compañía de P. Singerman, estrenada en el Teatro Apolo.
- Catalina, no me llores (1950)
- La Fierecilla Domada (1951)
- Te casarás Gaspar (1952), de Livio y Guido Merico, estrenada en el Teatro Casino. En el elenco estaban Carmen Lamas, Marcelino Ornat, Liana Noda, Nelly Panizza y Leda Zanda.[10]
- Romero y Jeanette (1953) dirigido por Pedro Escudero.
- La salvaje (1954), junto con Claudia Madero y Duilio Marzio.
- Crepúsculos en otoño (1955), de Agustín Obregón, bajo dirección de Jaime Walfish y supervisión de la Angelina Pagano. En la obra también estaban María Aurelia Bisutti, María Esther Podestá y Luis Medina Castro.[11]
- Trece a la mesa (1962)
- Adán no está en la sala "35" (1967)
- La meterete (1967), pieza policial y cómica estrenada en el Teatro Presidente Alvear.
- La locomotora (1968), comedia de André Roussin estrenada en el Teatro Cómico, junto a Paulina Singerman.
- Mi prima esta loca, junto a Fanny Navarro, Juan José Míguez y Jorge de la Riestra.
- La llave (1970)[12]
- Los invisibles (1972)
- ¡oh, recuerdos!